# Drottning Gunhild (mosslik)

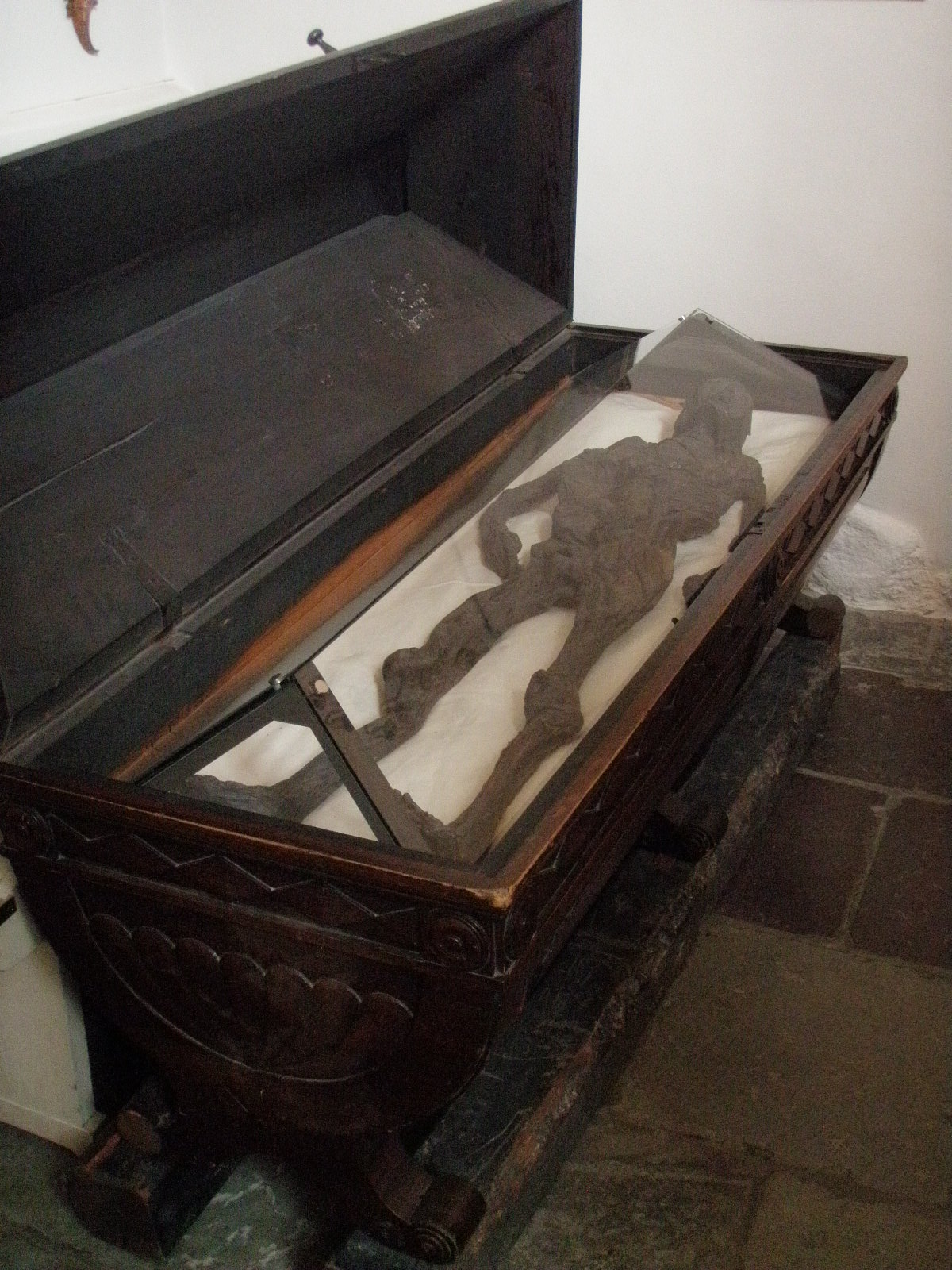
Drottning Gunhild i sin tidigare träsarkofag i Sankt Nicolai kyrka, Vejle.

Drottning Gunhild är i Danmark ett vanligt, men felaktigt namn på ett mosslik, som hittades i Haraldskær Mose drygt 7 km väster om Vejle 1835. 

## Bakgrund
Historikern Niels Matthias Petersen skrev i en artikel från 1836–1837, att liket som hittades vid en torvgrävning den 20 oktober 1835 måste vara drottning Gunhild av Norge, som enligt vissa medeltida källor varit syster till Harald Blåtand av Danmark, men mördats av sin bror och sänktes i en mosse. I dagens tankevärld verkar tolkningen nästan absurd, men det var fortfarande vid denna tid vanligt att förhistoriska fynd jämfördes med skriftliga källor. Men det var redan den andra felaktiga tolkningen av fyndet, för först trodde man såsom vid finnandet av liknande mosslik att ett rånmord hade begåtts under modern tid, men efter en obduktion av Vejles distriktsläkare fastslog man att det var ett förhistoriskt lik och då sjukhuset låg intill Vejles stadskyrka önskade stadens borgare att det skulle ställas ut till allmän beskådan. Kung Fredrik VI av Danmark bekostade träsarkofagen, då han uppmärksammats om fyndet genom att han till kungliga arkeologiska museet på Christiansborgs slott hade fått sig tillsänt delar av detsamma, bland annat textilfragment och en fläta av det rödgyllene håret. Hon hade nog legat där ganska obemärkt ifall det inte hade varit för historikern Petersens teori om att densamma var den norska vikingadrottningen Gunhild omnämnd i Jomsvikingasagan, Heimskringla och Flatöboken. Teorin lanserades i än fler vetenskapliga artiklar och fick folk från hela Danmark att vallfärda till kyrkan för att se det märkliga liket. Det blev Vejles första turistattraktion och diktare som Steen Steensen Blicher och Jens Christian Hostrup inspirerades av fyndet i sitt skapande. Textilresterna som hittades vid liket trodde Pedersen var resterna av en dyrbar dräkt som drottningen hade burit.
De bevarade klädresterna var av vävda av fårull, ett stycke hade fransar längs fållen och invävda mörka trådar som bildade ett rutmönster. Ett stycke läder var sammansytt med små stygn, bland fynden fanns även ett hårnät i form av en hätta. Hon hade blivit nedpålad i marken, fem pålar varav några i form av krokar var nedslagna i kroppen, den största en grov ekpåle hade ännu märken efter nedklubbningen i mossen.
Några år senare, 1842–1843, påvisade dock Jens Jacob Worsaae,som föddes i Vejle 1821 och upplevde uppståndelsen kring mossliket som tonåring, i två artiklar hur felaktig Petersens tolkning var, men då var redan hennes existens så väl inarbetad att hon ännu idag heter Dronning Gunhild. Worsaae ansåg att hon istället tillhörde den stora skara danska lik som lades i mossar i skiftet mellan yngre bronsålder och äldre järnålder. Senare undersökningar har bekräftat hans teorier. År 1979 och 2005 har liket undersökts på sjukhus i Århus och är numera daterat till cirka 490 f.Kr., vilket innebär äldre järnåldern, långt före Harald Blåtand och vikingatiden.
Sedan 2012 ligger mossliket permanent utställt på Kulturmuseet i Vejle.